# Impossible n'est pas anglais
Ne doit pas être confondu avec Impossible n'est pas français.
Impossible n'est pas anglais (Nine—And Death Makes Ten dans l'édition américaine) est un roman policier de John Dickson Carr publié pour la première fois au Royaume-Uni en 1940, sous le pseudonyme de Carter Dickson. C'est le 11e roman de la série mettant en scène le personnage de Sir Henry Merrivale. Il s'agit d'un roman « whodunit ».
Le roman évoque neuf passagers à bord du cargo Edwardic, quittant New York pour traverser l'Atlantique aux débuts de la Seconde Guerre mondiale. Alors que le navire risque d'être attaqué par des sous-marins de l'Axe et qu'une bombe a été désamorcée quelques heures avant l'appareillage, l'un des passagers est assassiné. Le problème inattendu est que le meurtrier a laissé ses empreintes digitales sur les lieux, mais que ces empreintes ne correspondent à aucun des passagers et des hommes d'équipage. Un deuxième passager est ensuite assassiné, puis un troisième…

## Personnages
- Les victimes
  - Estelle Zia Bey : belle et mystérieuse jeune femme
  - Pierre Benoit : militaire français
  - M. Tyler : adjoint du commissaire de bord

- L'enquêteur
  - Sir Henry Merrivale

- Les passagers
  - Reginald Archer : médecin anglais
  - Valerie Chatford : belle et mystérieuse jeune femme
  - George Hooper : homme d'affaires anglais
  - Jerome Kenworthy : fils d'un lord anglais
  - John Lathrop : policier américain
  - Max Matthews : journaliste, frère de Francis Matthews
  - Estelle Zia Bey : belle et mystérieuse jeune femme
  - Pierre Benoit : militaire français

- Direction du navire
  - Francis Matthews : commandant, frère de Max Matthews
  - M. Griswold : commissaire de bord
  - M. Tyler : adjoint du commissaire de bord
  - M. Cruikshank : premier lieutenant

## Résumé
New York, janvier 1940. Max Matthews, journaliste, s'apprête à embarquer sur le cargo Edwardic. Le navire va quitter New York et traverser l'Atlantique. On est alors aux débuts de la Seconde Guerre mondiale et le navire risque d'être attaqué par des sous-marins de l'Axe.
Max va saluer son frère, Francis Matthews, commandant du cargo, qui lui révèle qu'une bombe a été désamorcée quelques heures avant l'appareillage. Francis demande à son frère « d'ouvrir l'œil ».
Puis Estelle Zia Bey, une passagère, est égorgée dans sa cabine, située en face de la cabine de Max. Le problème inattendu est que le meurtrier a laissé ses empreintes digitales sur les lieux (traces de sang faites avec les doigts), mais que ces empreintes ne correspondent pas à celles des passagers et des hommes d'équipage…
La situation se complique quand, quelques jours plus tard, quelqu'un tire avec un pistolet sur le militaire français Pierre Benoit et le fait passer par-dessus bord. L'homme savait-il ou avait-il été témoin de quelque chose ? Faisait-il partie du Deuxième Bureau ?
Le commandant Francis Matthews décide de faire appel aux compétences d'un mystérieux passager qui s'était caché jusqu'à présent dans sa cabine : sir Henry Merrivale. Ce dernier reprend l'enquête depuis le début.
Un soir, une alerte est lancée : la torpille d'un sous-marin allemand est aperçue, si bien que tout le monde doit exécuter la procédure d'urgence qui avait été indiquée lors du départ de New York. Or il s'avère que cette alerte avait été lancée par l'assassin, lequel voulait profiter de la confusion à bord pour s'emparer du contenu du coffre-fort dans lequel les passeports et les empreintes digitales des passagers étaient conservés. Dans le bureau du commissaire de bord, il y a sir Henry Merrivale et M. Tyler, l'adjoint du commissaire, qui montent la garde. Merrivale est matraqué et n’a pas le temps de voir qui est l'assassin, et Tyler est tué par ce dernier.
Alors que le navire arrive à proximité des côtes britanniques, Henry Merrivale, qui n’a pas été sérieusement blessé, réunit sa garde rapprochée (Max Matthews, Francis Matthews, M. Griswold) et leur révèle l'identité du coupable.
Estelle Zia Bey a été tuée en raison de courriers compromettants qu'elle conservait avec elle. Le coupable est Jerome Kenworthy, qui voulait se les approprier. Il a tué Estelle et a volontairement déposé ses empreintes digitales sur les lieux du crime, tout en maquillant ces empreintes de manière qu'elles montrent une « image inversée » de la réalité ; pour cela il n'a dû que s'essuyer les doigts avec une serviette. Les empreintes ont donc été truquées, sans que pour autant on puisse dire qu’elles étaient fausses. Ainsi les empreintes trouvées sur les lieux du meurtre ne correspondaient pas à celles relevées par la suite sur les mains des passagers. Le premier meurtre est donc logiquement expliqué, tant pour le mobile que pour ses modalités de réalisation. Le troisième meurtre correspond à la volonté de Jerome Kenworthy de brouiller les pistes et de faire disparaître les preuves.
Mais la grande surprise de la fin du roman tient à la résolution du meurtre de Pierre Benoit. Henry Merrivale a observé que les habits du militaire français portaient des galons à un endroit où l’armée française ne les met pas. Il s'agissait donc d'un faux militaire. Alors qu'il est en train de se faire raser chez le barbier, Henry Merrivale a une illumination : le blaireau placé dans la cabine de Pierre Benoit était totalement sec, alors qu'un tel instrument de rasage est habituellement toujours humide. Il en déduit que Pierre Benoit « n'existait pas en tant que passager » et que son « personnage » avait été joué par quelqu'un d'autre qui jouait à la fois son propre rôle et celui de Pierre Benoit, en l'occurrence Jerome Kenworthy. Ceci est confirmé par le fait qu'on n'a jamais vu Jerome Kenworthy et Pierre Benoit en même temps au même endroit.
Jerome Kenworthy arrive à la cabine de Merrivale pour le tuer, pensant que le détective est en train de dormir. Merrivale demande à ses collègues de se cacher dans le coin-douche et de tirer le rideau. Kenworthy entre dans la cabine et tente de tuer le détective, mais ce dernier tire sur lui et le blesse. Jerome Kenworthy est arrêté et placé à fond de cale.

## Éditions
Éditions originales en anglais
- (en) Carter Dickson, Murder in the Submarine Zone, Londres, Heinemann, 1940 — édition originale britannique.
- (en) Carter Dickson, Nine—And Death Makes Ten, New York, Morrow, 1940 — édition originale américaine.

Éditions françaises
- (fr) Carter Dickson (auteur) et Maurice-Bernard Endrèbe (traducteur), Impossible n'est pas anglais [« Murder in the Submarine Zone »], Paris, Presses de la Cité, coll. « Un mystère no 534 », 1960 (BNF 32961984)
- (fr) John Dickson Carr (auteur) et Jean-André Rey (traducteur), Le fantôme frappe trois coups [« Murder in the Submarine Zone »], Paris, Librairie des Champs-Élysées, coll. « Le Masque no 1274 », 1973, 188 p. (BNF 35145839)  La collection Le Masque publie sous ce titre une traduction fortement tronquée du texte original.
- (fr) John Dickson Carr (auteur) et Jean-André Rey (traducteur) (trad. de l'anglais), Le fantôme frappe trois coups [« Murder in the Submarine Zone »], Paris, Librairie des Champs-Élysées, coll. « Le Club des Masques no 423 », 1980, 188 p. (ISBN 2-7024-1029-4, BNF 34674605)
- (fr) John Dickson Carr (auteur) et Danièle Grivel (traducteur), Impossible n'est pas anglais [« Murder in the Submarine Zone »], Paris, Librairie des Champs-Élysées, coll. « Le Masque. Les Maîtres du roman policier no 1274 », 1986, 157 p. (ISBN 2-7024-1674-8, BNF 34842855)  En reprenant le titre de la traduction française par Maurice-Bernard Endrèbe, la collection Le Masque publie ici la traduction intégrale du texte original par Danièle Grivel sous le même numéro qu'en 1980.
- (fr) John Dickson Carr (auteur) et Danièle Grivel (traducteur) (trad. de l'anglais), Impossible n'est pas anglais [« Murder in the Submarine Zone »], « in » J.D. Carr, vol. 4 - Sir Henry Merrivale (1937-1940), Paris, Librairie des Champs-Élysées, coll. « Les Intégrales du Masque. », 1993, 1215 p. (ISBN 2-7024-2448-1, BNF 35770882) Ce volume omnibus réunit les romans suivants : La police est invitée, La Flèche peinte, Ils étaient quatre à table, Le lecteur est prévenu, Eh bien, tuez maintenant !, Impossible n'est pas anglais ; et la nouvelle L'Homme au masque de fer

## Source bibliographique
- Roland Lacourbe, John Dickson Carr : scribe du miracle. Inventaire d'une œuvre, Amiens, Encrage, 1997, p. 80.